# Министерство национальной обороны Филиппин
Министе́рство национа́льной оборо́ны Филиппи́н (таг. Kagawaran ng Tanggulang Pambansa, KTP) — исполнительный департамент правительства (министерство) Филиппин. Несет ответственность за защиту от внешних и внутренних угроз миру и безопасность в стране. Осуществляет исполнительный контроль за вооруженными силами, Управлением по делам гражданской обороны, делам ветеранов, Национальным колледжем обороны Филиппин и Правительственным Арсеналом. Оно также отвечает за подготовку к стихийным бедствиям и управлению в стране.
Его возглавляет Секретарь Совета национальной обороны, который является членом кабинета президента.

## История
Министерство национальной обороны было официально создано 1 ноября 1939 года в соответствии с указом № 230 президента Мануэля Л. Кесона сцелью  реализации закона о Содружестве Наций № 1 или Закона национальной обороны 1935 года.

## Структура
- Вооружённые силы Филиппин
- Управлением гражданской обороны
- Управление по делам ветеранов Филиппин
- Национальный колледж обороны Филиппин
- Национальный совет по управлению и уменьшению опасности бедствий